# Флексор, Самсон Менахевич
Самсон Менахевич Флексор (также Самсон Менахимович Флексер; 1838, Бричаны, Хотинский уезд, Бессарабская область — 19 февраля 1907, Вена) — российский юрист, публицист, гебраист.

## Биография
Родился в 1838 году в Бричанах, в Хотинском уезде Бессарабской области.
С юных лет был приверженцем еврейского просвещения — Гаскалы, состоял в переписке с её видным поборником Ицхоком Бером Левинзоном.. Работал присяжным поверенным в Бессарабии и регулярно публиковался по юридическим вопросам в «Юридической газете» и «Бессарабских губернских ведомостях». Сотрудничал во всех основных древнееврейских периодических изданиях своего времени, публикуя материалы по юридическим, философским и теологическим вопросам.
Долгое время жил и практиковал в Згурице и в Сороках, занимался арендой участков земли в Згурице и Макарештах.
Умер 19 февраля 1907 года[по какому календарю?] в Вене, где и был похоронен на Центральном кладбище.

## Семья
- Сыновья — правовед Давид Самсонович Флексор;[3] купец Исаак Самсонович Флексор, состоял членом Сорокского уездного комитета и сельскохозяйственным представителем сорокского земства (с 1911 года жил в Одессе, где сохранился дом И. С. Флексора по улице Пантелеймоновской, 92)[4][5]; Марк Самсонович Флексор, землевладелец в Згурице и Сороках. Дочери —  Бронислава (1878—?), была замужем за одесским купеческим второй гильдии сыном Натаном Ионасовичем Клейном; Любовь (1872—?), с 23 июня 1895 года была замужем за потомственным почётным гражданином, кандидатом прав Григорием Марковичем (Гершом Мордковичем) Городиским[6] (их племянник — швейцарский адвокат и политик-социалист Жак Диккер).
- Внук (сын его дочери, Розы Самсоновны Флексор) — архитектор Александр Ионович Клейн.